# Kambaata
Kambaata (ከምባታ) je etnička grupa iz Etiopije. Govore Kambaata jezikom, a žive u južnom i središnjem dijelu Etiopije. Njihova zemlja je bila etiopska provincija od početka 15. stoljeća do sredine 17. stoljeća; a etiopska vladavina ponovno je uspostavljena krajem 19. stoljeća pod carem Menelikom II. Tijekom ovog prvog razdoblja provincija Kambaata bila je u velikoj mjeri pokrštena. Bivša provincija nalazi se u današnjoj zoni Kembata Tembaro u Etiopiji, u Regiji Južnih naroda, narodnosti i etničkih grupa (RJNNEG). 

## Demografski podaci
Prema etiopskom popisu stanovništva iz 2007. godine, procjenjuje se da ova etnička skupina ima 1,21 milijuna pripadnika u 2020. godini, od kojih 90,89% živi u RJNNEG. Gotovo svaki peti - 18,5% - živi u urbanim sredinama. 
Kambate govore Kambaata, kušitski jezik.

## Povijest
Kraljevstvom Kambata vladao je dugačak niz vlastitih kraljeva poznatih kao Woma. Kralj Dagoye, iz klana Oyeta, bio je jedan od poznatih kraljeva poznat po širenju teritorija Kambate. Posljednji neovisni kralj Kambate bio je kralj (Woma) Delbato Degoye.
Važna znamenitost za narod Kambaate je planina Hambaricho, gdje je nekada živio njihov kralj Woma, a ljudi su u prošlosti slavili godišnje svečanosti. Tamo su živjeli kralj i bog Kambate. 

## Državni poticaji
Imaju mnogo autohtonih tradicionalnih namirnica, među kojima im je osnovni način prehrane kočo koji se prerađuje iz enseta. Uzgajaju i mnoge vrste gomolja, začina, kave, usjeva i povrća.

## Društvo
Društvo Kambata nekada je imalo raslojene društvene klase poput Womana i Contome. U provinciji kembata postoje i drugi klanovi poput Tembaro, Alaba i mnogo više različitih klanova koji žive zajedno i postaju Kembata. Najizoliraniji klan u provinciji Kembata su kožari shekla seriwoch (fuga), ovaj klan nije mogao sudjelovati u bilo kakvim društveno-ekonomskim aktivnostima s kembatom. Ljudi iz Kembate nikada se nisu mogli vjenčati s klanom kožara (fuga).
Kambata je jedna od najgušće naseljenih regija u Etiopiji. Kambati su među najbolje obrazovanim u zemlji. Zbog prevelikog broja stanovništva i nedostatka ekonomskih mogućnosti u svojoj regiji, migriraju u velike gradove, industrijska područja i velike farme plantaža. Posljednjih godina imali su velike migracije u Južnu Afriku i zemlje Bliskog Istoka.

## Daljnje čitanje
- Arsano, Yacob, "Tradicionalna institucija Kambate" (2002). U: Bahru Zewde i Siegfried Pausewang (ur.). ), Etiopija. Izazov demokracije odozdo. Uppsala
- Braukämper, Ulrich. 1983. godine. Die Kambata: Geschichte und Gesellschaft eines süd-äthiopischen Bauernvolkes. Wiesbaden: Franz Steiner.
- Gebrewold-Tochalo, Belachew (2002), Utjecaj socio-kulturnih struktura Kambate / Etiopije na njihov ekonomski razvoj. Beč.
- Gebrewold, Belachew, " Uvod u političku i socijalnu filozofiju Kambate  Arhivirana inačica izvorne stranice od 27. veljače 2008. (Wayback Machine) " (web stranica Razvojne mreže Kambata)
- Daniel Yoseph Baiso, Profesionalne manjine u etničkoj skupini Kambata, Nairobi, 2007
- Ashenafi Yonas Abebe, "Resignificacion de algunos valores culturales del pueblo Kambata-Etiope esde el mensaje evangélico", Bogota, 2008.